# Corona ovale
La corona ovale (latino: corona ovalis), detta anche corona di mirto, era una corona romana utilizzata come onorificenza della Repubblica e dell'Impero. Spettava al generale cui fosse stata tributata dal Senato romano un'ovatio, ma non il trionfo, in genere per una vittoria diplomatica, senza spargimento di sangue.

## Caratteristiche della corona ovale
La corona ovale era realizzata in forma di serto di mirto, arbusto sacro alla dea Venere; tale corona veniva infatti conferita quando la vittoria militare fosse stata ottenuta con particolare facilità, oppure quando la guerra non fosse stata debitamente dichiarata o si fosse combattuto contro un nemico ritenuto dalla legge come non lecito (schiavi, pirati) o per la resa da parte dei nemici prima della battaglia con una vittoria incruenta: in tal caso si affermava che la vittoria non provenisse da Marte, ma da Venere:
(Aulo Gellio, Noctes Atticae V, 6, 22)
Si trattava quindi di un'onorificenza inferiore rispetto alla corona trionfale, concessa quando non fosse possibile tributare il regolare trionfo.

### Fonti primarie
- Aulo Gellio, Noctes Atticae, V, 6.
- Cicerone, Pro Plancio
- Plinio il Vecchio, Naturalis historia, XV, 39.
- Polibio, Historiae
- Tacito, Annales
- Seneca, De clementia

### Fonti secondarie
- William Smith, "Corona", A Dictionary of Greek and Roman Antiquities, John Murray, 1875.